# San Diego Padres
A San Diego Padres egy Major League baseballcsapat. Székhelye a kaliforniai San Diego. Alapításának éve 1969. A Padres a Nemzeti Liga Nyugati Divíziójának tagja. A divízión belüli riválisai: Arizona Diamondbacks, Colorado Rockies, Los Angeles Dodgers, San Francisco Giants. A csapat otthona a PETCO Park, melyet 2004 óta használ a csapat.
A csapat fennállása során egyetlen World Series címet sem nyert, bár már két döntőben is szerepelt a csapat. A Padres 1984-ben, valamit 1998-ban nyerte meg a Nemzeti Ligát. A végső győzelemre még várnak a csapat szurkolói.
A San Diego Padres az egyetlen csapat a Los Angeles of Anaheimen kívül, amely alapításától fogva kaliforniai.